# 육상총대
육상총대(일본어: 陸上総隊 리쿠죠소타이[*], 영어: Ground Central Command (GCC))는 일본 육상자위대의 전투작전부대를 총괄하는 고위사령부이다.
해상자위대의 자위함대, 항공자위대의 항공총대처럼 5개 방면대(일본의 군단 혹은 야전군)에 대한 통합지휘체계를 수립하기 위해 방위성의 2014년-2018년 중기방위계획에서 설계되었다. 2018년 3월 26일에 정식적으로 창설되었고, 중앙즉응집단을 폐지하고 남은 예하부대를 직할부대로 전속받았다.

## 조직
| - 사령관 : 육장 - 막료관 : 육장 - 참사관 - 총무부 - 총무과 - 인사과 - 회계과 - 정보부 : 중앙정보대장이 겸임 - 정보 제1과 - 정보 제2과 - 운용부 - 방위과 - 운용과 - 국제협력과 - 시스템통신과 - 후방운용부 - 후방운용과 - 장비과 - 일미공동부 - 자마 주둔지 - 보도관 - 1등 육좌 - 의무관 - 1등 육좌 - 감찰관 - 1등 육좌 - 법무관 - 1등 육좌 | - 북부방면대 - 삿포로 주둔지 - 동북방면대 - 센다이 주둔지 - 동부방면대 - 아사카 주둔지 - 중부방면대 - 이타미 주둔지 - 서부방면대 - 겐군 주둔지 - 제1공정단 - 나라시노 주둔지 - 제1헬리콥터단 - 기사라즈 주둔지 - 수륙기동단 - 아이노우라 주둔지 - 시스템통신단 - 이치가야 주둔지 - 중앙즉응연대 - 우쓰노미야 주둔지 - 특수작전군 - 나라시노 주둔지 - 중앙정보대 - 아사카 주둔지 - 중앙특수무기방호대 - 오미야 주둔지 - 대특수무기위생대 - 미슈쿠 주둔지 |

## 같이 보기
- 자위함대
- 항공총대

## 참고
1. ↑  조준형 (2014년 5월 2일). “"日, 2018년도까지 육상자위대 사령부 설치"<日신문>”. 연합뉴스. 2014년 11월 30일에 확인함.